# Georges Van Coningsloo
Pour les articles homonymes, voir Van Coningsloo.
Georges Van Coningsloo, né à Wavre le 27 octobre 1940 et mort à Grez-Doiceau le 7 avril 2002, est un coureur cycliste belge.

## Biographie
Il est professionnel de 1963 à 1974. En 1967, il remporte Bordeaux-Paris après 370 kilomètres d'échappée solitaire. 
Son fils Philippe fut également coureur cycliste de haut niveau. Il décéda cependant avant de passer professionnel, terrassé par une crise cardiaque, durant une course[réf. nécessaire]. En son honneur, une course est organisée au mois de juillet : le Mémorial Philippe Van Coningsloo. Son autre fils Olivier fut professionnel deux saisons chez Cédico puis Collstrop avant de mettre un terme à sa carrière.
Georges Van Coningsloo est inhumé à Wavre, tout comme son fils Philippe.

## Palmarès

### Palmarès amateur
- 1958
  - Liège-La Gleize
  - 3e du championnat de Belgique sur route débutants
- 1959
  - 1re étape des Trois Jours des Ardennes brabançonnes
  - 3e de Bruxelles-Gembloux
- 1960
  - Namur-Grand-Leez
  - Bruxelles-Gembloux
  - 2e de Namur-Dhuy
  - 3e de Bruxelles-Enghien
- 1961
  - Namur-Grand-Leez
  - Bruxelles-Gembloux
  - Namur-Vonêche
  - Namur-Mariembourg
  - Printanières Namuroises
  - 2e de Bruxelles-Opwijk
  - 2e de Namur-Gembloux
  - 2e de Bruxelles-Oetingen
  - 3e du Trophée San Pellegrino
- 1963
  - 2e du Circuit Het Volk indépendants

### Palmarès professionnel
| - 1963 - Bruxelles-Verviers - Polymultipliée lyonnaise - 4e de la Flèche wallonne - 10e de Liège-Bastogne-Liège - 1964 - Boucles roquevairoises - Paris-Bruxelles - 2e de Liège-Bastogne-Liège - 2e du Week-end ardennais - 5e de Milan-San Remo - 5e du Tour des Flandres - 9e du Super Prestige Pernod - 1965 - Champion de Belgique interclubs - Tour du Limbourg - 8e étape de Paris-Nice - 1re étape du Tour de Belgique - Circuit de la vallée de la Lys - 7e étape du Critérium du Dauphiné libéré - Grand Prix de Fourmies - 2e du Grand Prix E3 - 2e de la Flèche brabançonne - 3e du Grand Prix de Francfort - 3e du Tour des Flandres - 5e de la Flèche wallonne - 10e de Paris-Roubaix - 1966 - 2e du Tour du Limbourg - 9e de la Flèche wallonne | - 1967 - Bordeaux-Paris - Gullegem Koerse - 2e du Tour de Wallonie - 2e du Paris-Luxembourg - 2e du Circuit des frontières - 3e du Grand Prix de Francfort - 5e de Milan-San Remo - 7e du Super Prestige Pernod - 1969 - 2eb étape du Tour de l'Oise - 2e du Grand Prix E3 - 4e de Bordeaux-Paris - 7e de Paris-Tours - 8e de Milan-San Remo - 1970 - 2e du Tour du Limbourg - 2e du Circuit du Sud-Ouest (Omloop van het Zuidwesten) - 2e du Grand Prix de Hannut - 1971 - Grand Prix Pino Cerami - 5eb étape du Tour de la Nouvelle-France - 4e du Tour des Flandres - 1972 - Flèche hesbignonne - 1973 - Circuit du Tournaisis - 2e de la Flèche hesbignonne |  |

## Résultats sur les grands tours

### Tour de France
3 participations
- 1964 : hors délai (7e étape)
- 1965 : hors délai (11e étape)
- 1966 : hors délai (17e étape)